# Hüseyin Aygün
Hüseyin Aygün (* 20. Oktober 1970 in Erdoğdu, Provinz Tunceli) ist ein türkischer Anwalt, Politiker der CHP und ehemaliger Abgeordneter des türkischen Parlaments.

## Biografie
Aygün entstammt einer zazaischen Familie mit alevitischem Glauben. Er veröffentlichte Bücher auf Türkisch zum Thema Dersim-Massaker von 1937/1938 und eines auf Zazaki. Seit dem Abschluss seines Studiums der Rechtswissenschaften an der Universität Ankara arbeitet er als Anwalt in Tunceli. Der CHP-Vorsitzende Kemal Kılıçdaroğlu, der ebenfalls aus der Provinz Tunceli stammt, warb ihn für die CHP an. Seine Stellung innerhalb der Partei ist vor allem aufgrund seiner Äußerungen zur Verwicklung der CHP in die Dersim-Massaker umstritten. Bei der Parlamentswahl in der Türkei 2011 wurde Aygün zum Abgeordneten des Wahlkreises Tunceli gewählt. Zur nächsten Parlamentswahl 2015 trat er nicht an. Aygün ist verheiratet und Vater einer Tochter sowie eines Sohnes.

## Entführung durch die PKK
Aygün wurde am 12. August 2012 im Landkreis Ovacık der Provinz Tunceli durch Mitglieder der Arbeiterpartei Kurdistans (PKK) entführt. Aygün und seine beiden Begleiter wurden mit ihrem Fahrzeug angehalten. Nach kurzer Verhandlung in türkischer Sprache wurden Aygüns Begleiter freigelassen und Aygün selbst entführt.
Die PKK teilte in einer Pressemitteilung mit, dass Aygüns Entführung eine Reaktion auf seine Unterstützung der Kriegsstrategie der türkischen Regierung gegen das kurdische Volk in Dersim und die PKK, der Assimilationspolitik der türkischen Regierung in Dersim und ein Zeichen für Aygün diese Politik nicht zu unterstützen sei.
Zwei Tage später wurde Aygün am 14. August 2012 unverletzt freigelassen. Unter anderem hatte sich die Organisation Amnesty International für seine Freilassung eingesetzt.
Seine medialen Äußerungen nach der Freilassung wurden in der türkischen Politik scharf kritisiert. Innerhalb seiner eigenen Partei wurde Aygün „Sympathie für eine Terrororganisation“ vorgeworfen und der CHP-Parteivorsitzende Kılıçdaroğlu bestellte ihn kurz nach seiner Freilassung zur Aussprache nach Ankara ein. Aygüns erste Stellungnahme war:

„Bei meinem zweitägigen Abenteuer in den Bergen wurde ich sehr höflich behandelt. Die jugendlichen Kameraden, die diese Aktion durchführten, sind Kinder dieses Landes. Sie sagten, sie wollten mit der Aktion eine Botschaft für Frieden und Waffenstillstand vermitteln. Sie baten mich, dass ich im türkischen Parlament eine stärkere  Position für die Lösung der Kurdenfrage und für den Waffenstillstand übernehmen solle. Sie teilten mit, dass die Politik, die die CHP verfolge positiv für die Lösung der Kurdenfrage sei und dass sie diese sorgfältig beobachten und Gefallen daran fänden, aber dass sämtliche Parteien mehr Mühen aufwenden müssten. Sie sagten, alle, Soldaten wie die jungen Männer in den Bergen, seien Kinder dieses Landes und dass insbesondere sie selbst den Krieg als sinnlos ansehen. Sie sagten: ‚Unsere Forderung nach demokratischer Autonomie ist eine demokratische Forderung, die keinen bewaffneten Kampf erforderlich macht. Dies gibt es in vielen Ländern Europas. In dieser Hinsicht wissen wir, dass der Kampf, den wir führen, sinnlos ist.‘ […] Sie haben mich bei der Verabschiedung umarmt und geküsst. Sie sagten mir, ich solle meine Geschwister auf den Bergen nicht vergessen und ich versprach ihnen, dass ich für den Frieden arbeiten werde.“

Der türkische Ministerpräsident Recep Tayyip Erdoğan bekundete sein Misstrauen über die Umstände der Entführung und spekulierte über eine Öffentlichkeitsaktion zwischen der PKK und Aygün.

## Werke
- Eve Tarixê Ho Têri Amaene (2007), ISBN 978-975-8277-33-9
- Dersim 1938 ve Zorunlu İskan (2009), ISBN 975-905-175-3; dt.: Dersim 1938 und die Zwangsumsiedlung
- Dersim 1938 Resmiyet ve Hakikat (2010), ISBN 605-441-208-6; dt.: Dersim 1938 Offizieller Standpunkt und Realität